# Sporobolus subglobosus
Sporobolus subglobosus là một loài thực vật có hoa trong họ Hòa thảo. Loài này được A.Chev. miêu tả khoa học đầu tiên năm 1948.